# VDL Procity
De VDL Procity is een midibus van VDL Bus & Coach. De bus werd in september 2006 gepresenteerd op de IAA in Hannover. Het is een variant op de in 1993 ontworpen ProCity van Denolf & Depla waarvan de productie later werd voortgezet bij VDL Jonckheere. De firma Kutsenits maakte eerder ook soortgelijke midibussen op Volkswagen chassis.

## Procity (Berkhof)
In 2006 had vervoersmaatschappij Connexxion het plan om het busvervoer in Noord- en Zuidwest Friesland te gaan exploiteren met midibussen. Connexxion vroeg busleverancier VDL Bus & Coach naar de mogelijkheden voor het leveren van zo'n bus op de korte termijn. VDL Berkhof te Heerenveen kreeg de opdracht om de bus te ontwikkelen. De fabriek maakte gebruik van de bouwtekeningen van het oorspronkelijke model Procity die eerder door zusterbedrijf Jonckheere was gebouwd. De bus werd nu gebouwd op basis van een Volkswagen Transporter T5. Volkswagen leverde het chassis deel met cabine zonder achteras en gekoppeld aan eenzelfde deel. Een deel van het interieur werd gemaakt bij busjesbouwer VDL Kusters. VDL Jonckheere ging de bus ook weer bouwen. Deze variant op Volkswagen chassis is overigens een kleine meter korter dan de Nederlandse versie.
Vanaf 15 april 2007 zou de nieuwe product-formule onder de naam Frysker op alle bussen met een vernieuwde dienstregeling officieel en feestelijk van start gaan in Friesland. De Procity werd echter afgekeurd door de RDW omdat de bus over onvoldoende remkracht beschikte (zacht rempedaal). Hierdoor liep de introductie vertraging op. De nieuwe dienstregeling met meer ritten moest Connexxion van de provincie wel invoeren en daarom haalde het bedrijf extra Ambassador-bussen van elders. De 113 bestelde Procity's werden uiteindelijk tussen april en december 2007 afgeleverd. Zodra er één bus klaar was kwam die op dienst.
De Volkswagen-badge zou aanvankelijk voor op de bus blijven zitten, maar bij de eerste persfoto's was deze in allerijl verwijderd. De lege plek werd later opgevuld door het logo van de VDL Groep.
Al snel bleek dat de bus ongeschikt was voor de spitstijden en drukke lijnen. Volle Fryskers zijn regelmatig door hun vering gezakt. Bij sommige busjes leidde dat tot een gebroken achteras. De bus heeft last van spoorvorming in het wegdek, is windgevoelig en het zicht is slecht door de weerspiegelende voorruit. Andere klachten zijn tocht bij de voordeur, geluidsoverlast (motor voorin i.p.v achterin, zoals gebruikelijk bij een normaalstuurbus of torpedofrontbus), slechte ventilatie, stastangen en stalusjes die zijn losgeschoten, ramen die zijn gebarsten bij een drempel door een slechte vering en bij twee busjes is de rolstoelplank afgebroken. Een deurvergrendeling ontbreekt waardoor ze met 100 km/u open zouden kunnen gaan. Grote/brede chauffeurs passen moeilijk in de krappe cabine.
Een deel van de bussen ging per 1 januari 2008 naar de Leeuwarder stadsdienst. Daar reed Connexxion onder de formule Maxx. Later werd een deel van de bussen ingezet in andere provincies, waaronder in Amstelland voor lijn 149, Noord-Holland Noord en in IJsselmond (provincie Overijssel). Op de stadsdienst van Meppel en Hoogeveen reden tot de zomer van 2011 in de huisstijl van OV-Bureau Groningen-Drenthe een paar Procity's bij Connexxion Taxi Services. Ook zijn er een aantal verkocht bij VDL-CBC in Veldhoven. Een aantal bussen is tevens verkocht aan lokale taxiondernemingen.
Zowel reizigers als buschauffeurs konden dit type bus matig waarderen. De zitplaatsen voor de passagiers zijn te klein en te hard. Doordat de bus tijdens spitsuren snel vol raakt, moeten mensen soms wachten op de volgende bus.
De vakbonden FNV en CNV hebben klachten geuit over de veiligheid van de voertuigen. Vervoersbedrijf Connexxion heeft deze klachten overigens altijd ontkend.
Behalve Connexxion bestelde Arriva ook een zestal bussen. Een vervolgorder van tien ProCity's werd geannuleerd in verband met de problemen rond dit type bus in Friesland.
De Procity is vanwege dit alles in 2007 alweer uit productie genomen in Nederland.
Op 5 juni 2014 branden twee bussen bij de Connexxion remise te Hilversum uit.
Met de jaardienst 2015 was het bustype vrijwel geheel uit de dienst verdwenen. Nog maar enkele exemplaren reden in de dienst op lijnen waar geen grote bussen kunnen worden ingezet.

## Procity (Jonckheere)

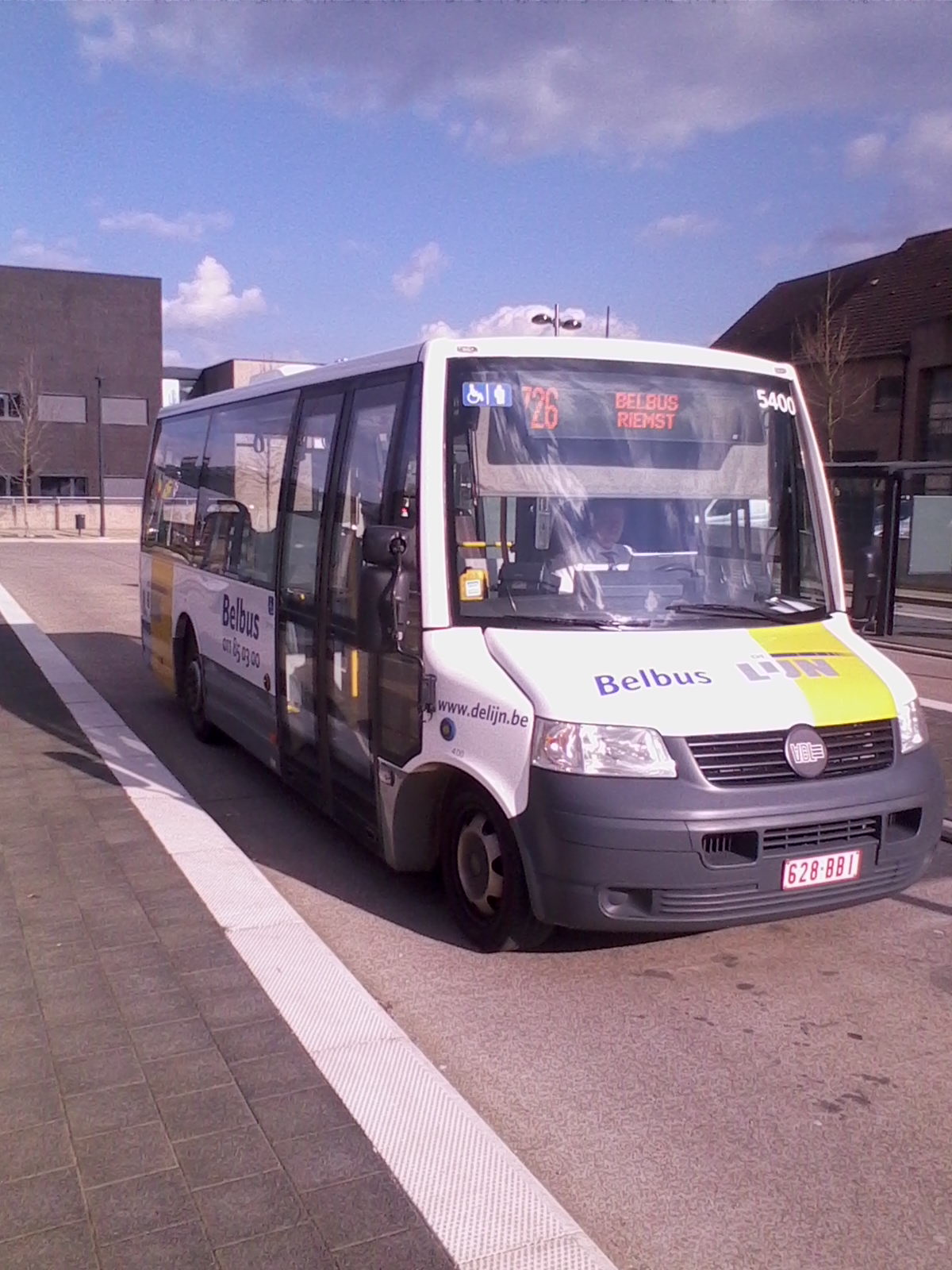
VDL Procity op Volkswagen-chassis in dienst bij De Lijn

In 1993 ontwierp de Belgische busbouwer Denolf & Depla uit Roeselare, dat overigens al sinds 1991 onderdeel was van de Nederlandse Berkhof Groep, de eerste ProCity met de kop, motor en versnellingsbak van een Peugeot Boxer. In 1994 werd deze busjesbouwer ingelijfd bij de eveneens door Berkhof overgenomen Belgische busfabrikant Jonckheere uit Beveren bij Roeselare. Het doek voor Denolf & Depla viel definitief in 2003, terwijl er nog een order van De Lijn op het programma stond. De laatste bussen werden daarom geproduceerd onder naam van Jonckheere. Deze bouwde de bussen behalve op basis van een Peugeot ook op een Renault chassis. De Procity verdween na 2003 uit de catalogus.
Nadat Berkhof Heerenveen die bus opnieuw ontwikkeld had op een Volkswagen T5 chassis ging Jonkcheere de bus ook weer produceren. Aanleiding was een order van de België vervoersmaatschappij De Lijn die de oude belbussen wilde gaan vervangen. De Procity op Jonckheere PLF69-175 chassis lijkt veel op de Nederlandse versie, het enige verschil is de lengte met daarbij het aantal zit- en staanplaatsen en het ontbreken van de achterdeur.
Er rijden in België nog wel Procity bussen rond uit de tijd van Denolf & Depla (Peugeot), Jonckheere (Peugeot en Renault) en VDL (Volkswagen).

### Technische gegevens
| Land   | Bouwjaren | Chassis                        | Carrosserie    | Motor                     | Lengte   | Breedte  | Zitplaatsen | Staanplaatsen | Vermogen |
| ------ | --------- | ------------------------------ | -------------- | ------------------------- | -------- | -------- | ----------- | ------------- | -------- |
| België | 1993-2003 | Peugeot Boxer                  | Denolf & Depla | Peugeot DY5 TED           | 6 050 mm | 2 000 mm | 12          | 9             | 76 kW    |
| België | 2003      | Peugeot Boxer / Renault Master | Jonckheere     | Peugeot DY5 TED / Renault | 6 200 mm | 2 100 mm |             |               |          |
| België | 2007-2009 | Jonckheere PLF69-175           | VDL Jonckheere | Volkswagen                | 6 200 mm | 2 100 mm |             |               | 128 kW   |
| België | 2010-2011 | Jonckheere PLF69-175           | VDL Jonckheere | Volkswagen                | 6 995 mm | 2 210 mm |             |               | 128 kW   |

## Series
| Bedrijf                        | Serie                                        | Aantal | Inzet | Opmerking |
| ------------------------------ | -------------------------------------------- | ------ | --- | --- |
| Connexxion                     | 3700-3812                                    | 113    | Friesland, Stadsdienst Meppel, Stadsdienst Hoogeveen, Amstelland-Meerlanden (2 stuks in Uithoorn), Gooi en Vechtstreek, IJsselmond, Haarlem-IJmond, Noord-Holland Noord, Provincie Utrecht | Oorspronkelijke inzet was op de streekdienst Noord- en Zuidwest Friesland. 3700, 3706, 3707, 3711, 3712, 3714, 3718, 3719, 3753 en 3769 reden van december 2009 tot september 2011 op de stadsdiensten van Meppel en Hoogeveen. 3743, 3748-3750, 3755, 3759, 3761, 3772, 3774-3775 zijn in december 2007 verkocht aan Taxi NOF, die tot 9 december 2012 diensten reed voor Connexxion Friesland. Alle Taxi NOF Procity's zijn/worden geëxporteerd. Ook het overgrote deel van de Procity's die nog eigendom waren van Connexxion zijn of worden geëxporteerd. De 3807-3812 zijn op een onbekend moment aan Robatax verhuurd. Alle bussen zijn inmiddels uit dienst. |
| Hermes                         | 3768                                         | 1      | SAN-gebied | Reden tussen december 2015 en een onbekende datum in de concessie Arnhem-Nijmegen. Reden in de huisstijl van Connexxion maar wel onder de merknaam Breng. |
| Hermes                         | 3798                                         | 1      | SAN-gebied | Reden tussen december 2015 en een onbekende datum in de concessie Arnhem-Nijmegen. Reden in de huisstijl van Connexxion maar wel onder de merknaam Breng. |
| Peereboom                      | 3794                                         | 1      | Noord-Holland Noord | Reden in opdracht van Connexxion verschillende buslijnen in Noord-Holland Noord. |
| Peereboom                      | 3801                                         | 1      | Noord-Holland Noord | Reden in opdracht van Connexxion verschillende buslijnen in Noord-Holland Noord. |
| Peereboom                      | 3806                                         | 1      | Noord-Holland Noord | Reden in opdracht van Connexxion verschillende buslijnen in Noord-Holland Noord. |
| Rasch                          | 3780                                         | 1      | Noord-Holland Noord | Gehuurd van Connexxion |
| Robatax                        | 3807-3812                                    | 6      | Noord-Holland Noord | Gehuurd van Connexxion. |
| Taxi NOF                       | 3743                                         | 1      | Noord- en Zuidwest Friesland | Gehuurd van Connexxion. Reden in opdracht van Connexxion verschillende buslijnen in Friesland. |
| Taxi NOF                       | 3748-3750                                    | 2      | Noord- en Zuidwest Friesland | Gehuurd van Connexxion. Reden in opdracht van Connexxion verschillende buslijnen in Friesland. |
| Taxi NOF                       | 3755                                         | 1      | Noord- en Zuidwest Friesland | Gehuurd van Connexxion. Reden in opdracht van Connexxion verschillende buslijnen in Friesland. |
| Taxi NOF                       | 3759                                         | 1      | Noord- en Zuidwest Friesland | Gehuurd van Connexxion. Reden in opdracht van Connexxion verschillende buslijnen in Friesland. |
| Taxi NOF                       | 3761                                         | 1      | Noord- en Zuidwest Friesland | Gehuurd van Connexxion. Reden in opdracht van Connexxion verschillende buslijnen in Friesland. |
| Taxi NOF                       | 3772                                         | 1      | Noord- en Zuidwest Friesland | Gehuurd van Connexxion. Reden in opdracht van Connexxion verschillende buslijnen in Friesland. |
| Taxi NOF                       | 3774-3775                                    | 2      | Noord- en Zuidwest Friesland | Gehuurd van Connexxion. Reden in opdracht van Connexxion verschillende buslijnen in Friesland. |
| Tourquase                      | 3                                            | 1      | Haaglanden-streek | Ex Connexxion 3712. Deze bus was van Connexxion gehuurd |
| Van Driel                      | 331-336                                      | 6      | 4 Stadsdienst Oss, 2 streekdienst Oost-Brabant | Oorspronkelijke inzet lijndiensten Oss i.o.v. Arriva. Door de ingang van de nieuwe concessie in 2015 zijn deze lijnen vervallen, de bussen zijn vervolgens geëxporteerd. |
| De Lijn (België)               | 3491-3494, 3577-3581, 3827                   | 10     | Belbusgebieden Vlaanderen | Oude Denolf & Depla-bussen Afgevoerd |
| De Lijn (België)               | 4029-4043, 4168-4173                         | 20     | Belbusgebieden Vlaanderen | Oude Denolf & Depla-bussen 4029-4043 zijn buiten dienst, 4039 dient nu als plukbus 4168-4173 was de laatste reeks van Denolf & Depla 4171 kreeg na een ongeval in 2003 de kop van een ProCity van de 43-reeks mee. |
| De Lijn (België)               | 4318-4337                                    | 20     | Belbusgebieden Vlaanderen | Oude Jonckheere-bussen |
| De Lijn (België)               | 5064-5078, 5307-5308, 5383-5401              | 36     | Belbusgebieden Vlaanderen | VDL Jonckheere-bussen 5383-5401 zijn een verbeterde versie van de eerder afgeleverde series 5064-5078 en 5307-5308 |
| De Lijn (België)               | 5093-5094                                    | 2      | Geannuleerde bestelling | VDL Jonckheere-bussen |
| TEC (België)                   | 3.931-3.941, 6932                            | 12     | Verschillende gebieden | Oude Denolf & Depla-bussen |
| Sales-Lentz (Luxemburg)        | B1512, B1558, SL3001, SL3039, SL3040, SL3075 | 6      | Verschillende gebieden | VDL Jonckheere-bussen SL 3075 = ex-B 1503 |
| Voyages Vandivinit (Luxemburg) | VV2029                                       | 1      | Verschillende gebieden | VDL Jonckheere-bussen |

## Foto's

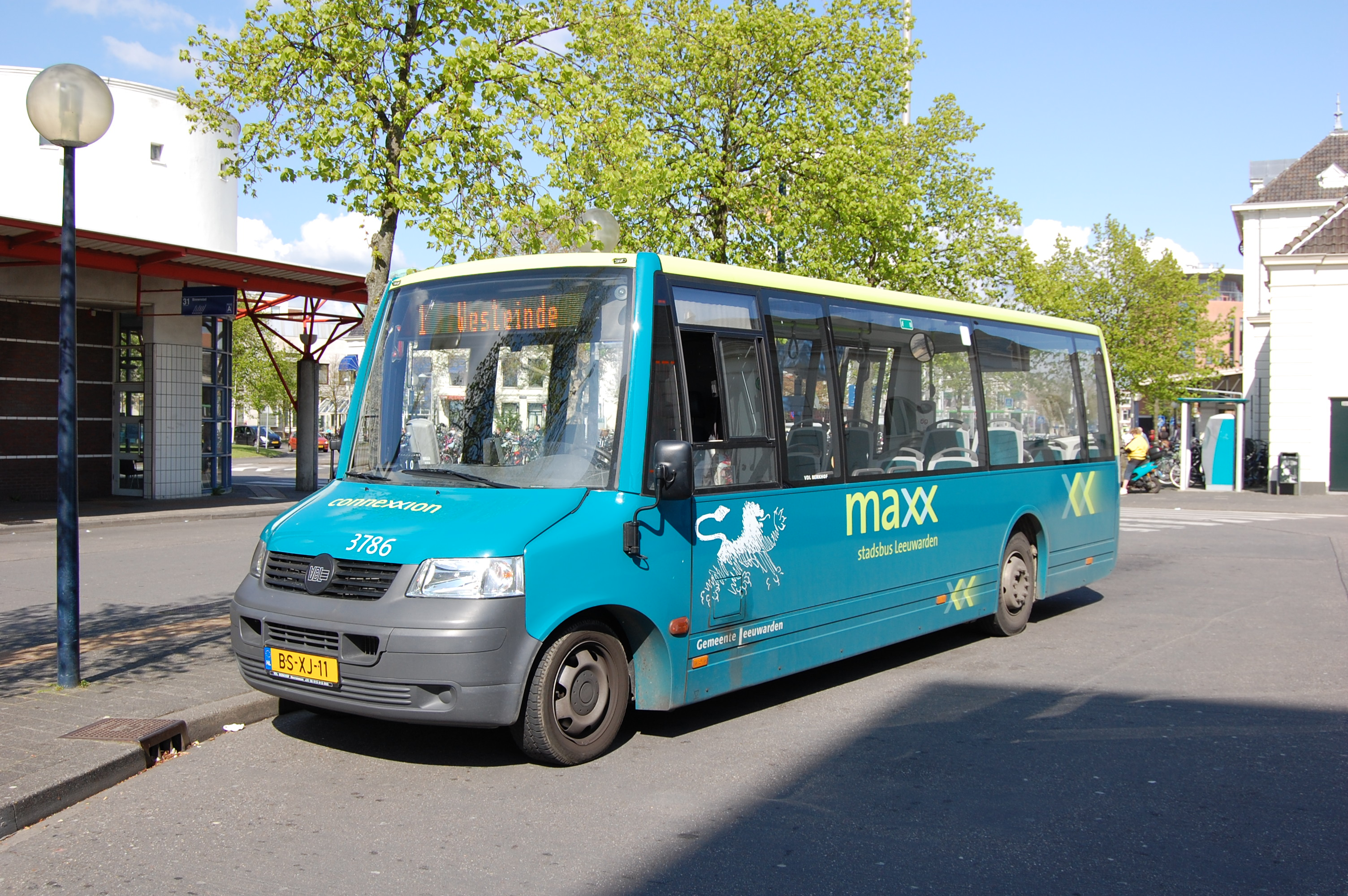
Procity van Maxx Leeuwarden
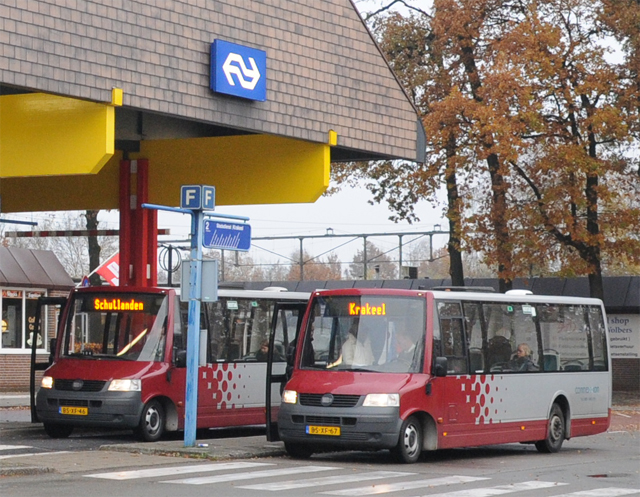
Connexxion bussen in Hoogeveen en rijden ook eveneens in Meppel
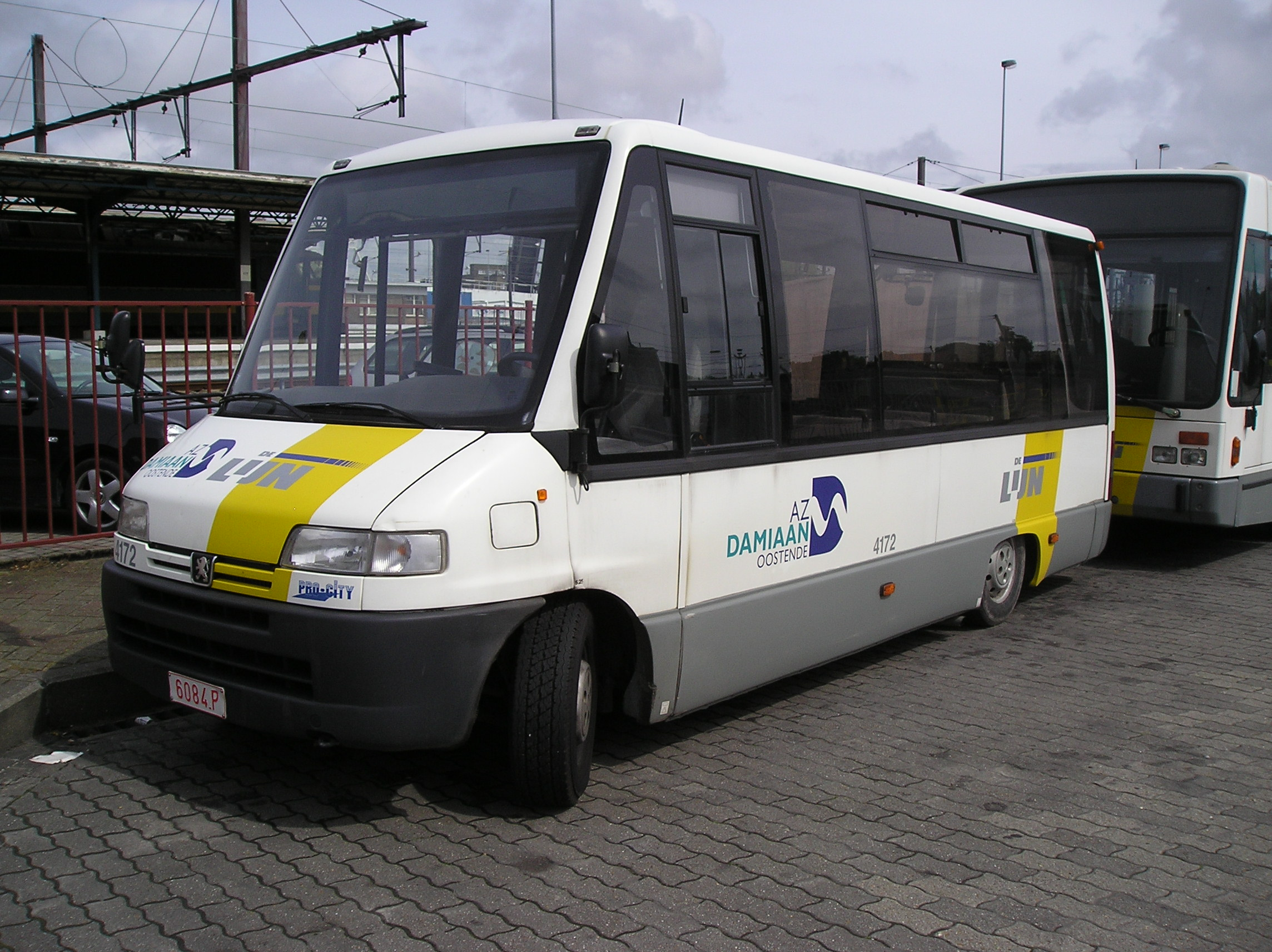
Een van de eerste modellen bij De Lijn
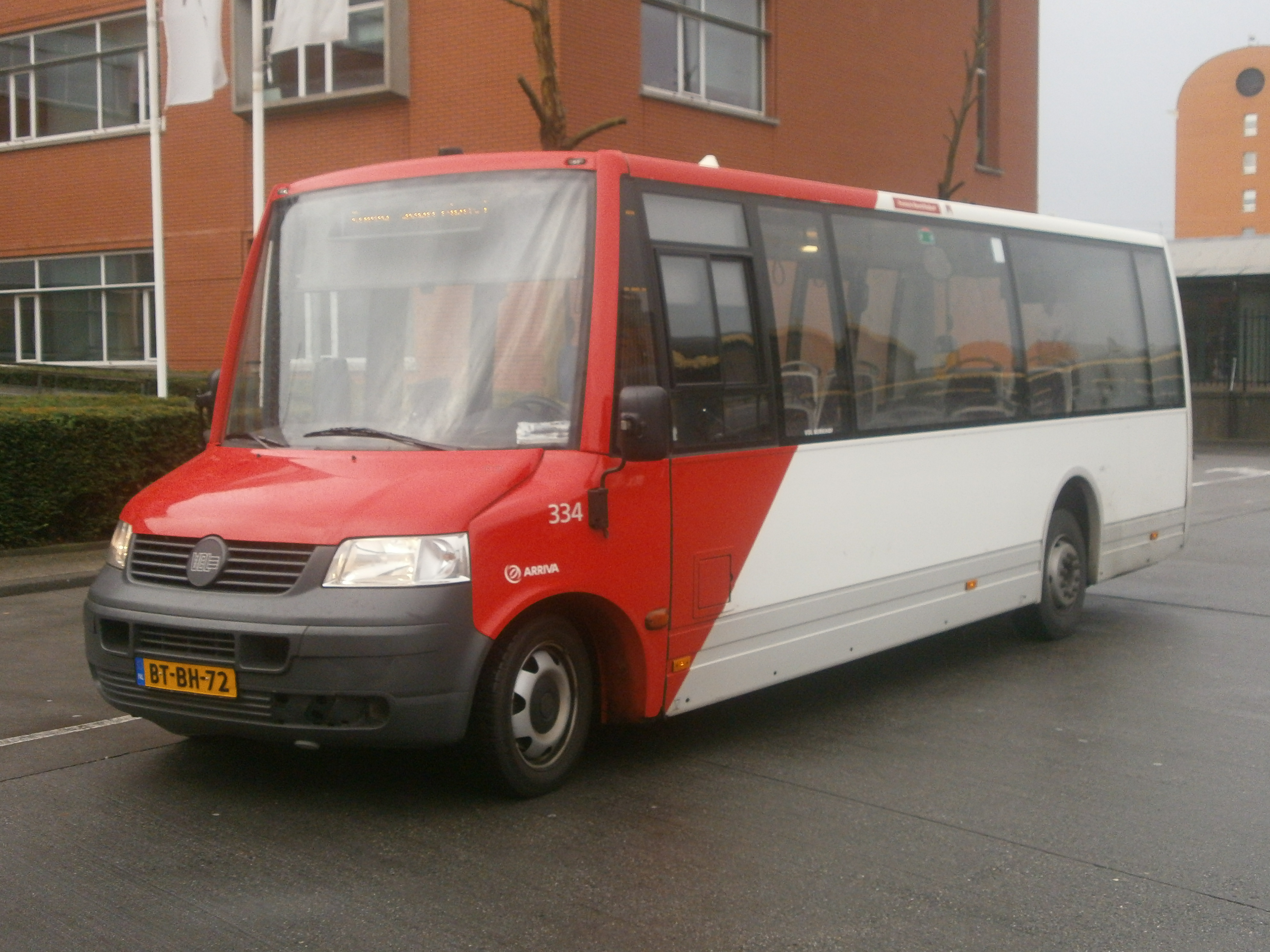
Procity van Arriva (van Driel) in 's-Hertogenbosch. Deze bus rijdt eveneens in Oss en wordt bediend door van Driel in opdracht van Arriva.
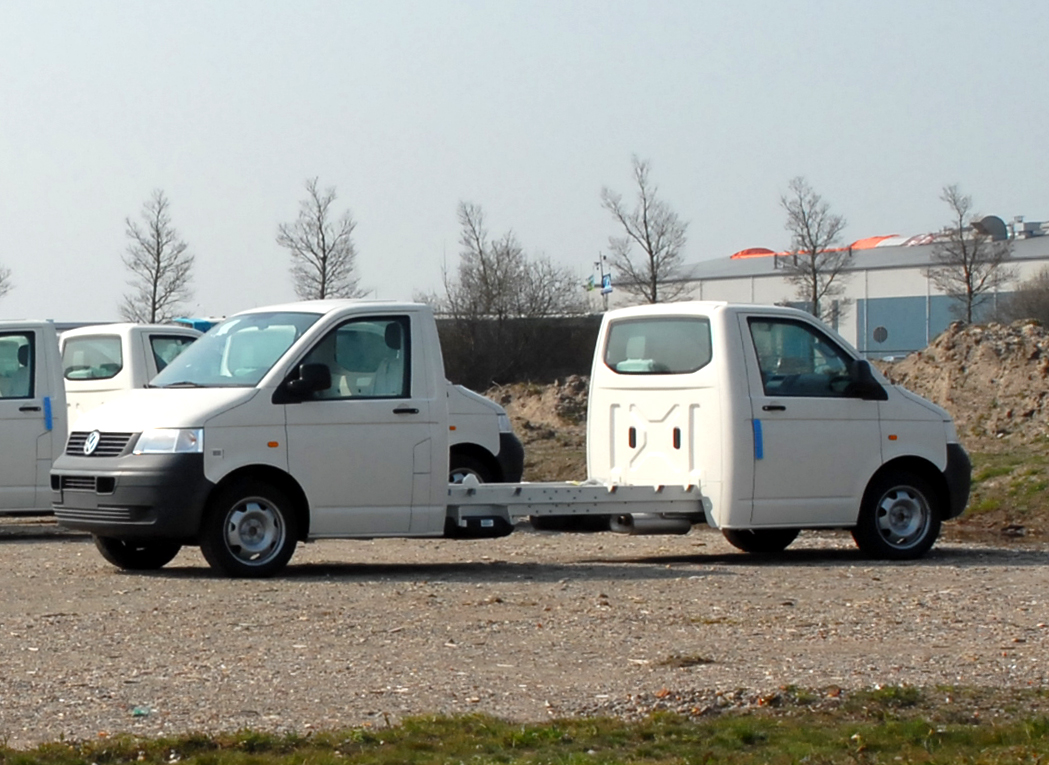
VW T5 vanaf fabriek